# Across the Universe (album)
Across the Universe (lett. "Attraverso l'universo") è il ventiseiesimo album in studio del chitarrista e compositore statunitense Al Di Meola.
L’album è il secondo tributo ai Beatles da parte dell’artista (dopo l’album del 2013 “All your life - a tribute to The Beatles”).

## Tracce
Tutti i brani sono composti da Lennon/McCartney eccetto dove indicato:
1. Here Comes the Sun (George Harrison) – 3:27
2. Golden Slumbers Medley – 6:18
3. Dear Prudence – 4:35
4. Norwegian Wood – 6:06
5. Mother Nature’s Son – 4:02
6. Strawberry Fields Forever – 5:47
7. Yesterday – 5:10
8. Your Mother Should Know – 4:31
9. Hey Jude – 4:51
10. . I'll Follow The Sun – 4:29
11. Julia – 4:43
12. Till There Was You (Meredith Willson) – 4:38
13. Here, There And Everywhere – 2:31
14. Octopus's Garden (Ringo Starr) – 0:46

## Personale
- Al Di Meola: chitarra, chitarra a 12 corde, tastiera, percussioni, basso
- Randy Brecker: tromba
- Fausto Beccalossi: fisarmonica

## Ricezione critica
L’album è stato accolto generalmente bene sia dal pubblico, che ha apprezzato la presenza di brani cardine della musica del XX secolo (come Yesterday) sia dalla critica, che ha lodato Al per il grande virtuosismo tecnico e per la raffinatezza degli arrangiamenti.
La critica ha inoltre elogiato l’originalità dell’album e la predilezione di Di Meola per ritmi sincopata e complessi, oltreché per gli arrangiamenti sofisticati.
Critiche negative all’album sono giunte invece per la mancanza di una più complessa orchestra, da alcuni ritenuta fondamentale per riuscire a catturare l’essenza dei brani, e anche per quanto riguarda l’eccessivo stravolgimento di certi brani rispetto agli originali.
Il portale di recensioni “AllMusic” conferisce all’album 4/5, con recensioni prevalentemente positive.